# إيلي غيانيني
إيلي غيانيني (بالإنجليزية: Eli Giannini)‏ هي مهندسة معمارية أسترالية، ولدت في 1956 في روما في إيطاليا.